# Verksamhetsutveckling
Verksamhetsutveckling innebär utveckling av en organisation och dess processer med hänsyn till t.ex. kvalitet, miljö, arbetsmiljö, informationssäkerhet, innovation mm.
Ofta talar man om kvalitetsledning, miljöledning, arbetsmiljöledning etc. Det handlar om att bättre leda, styra och utveckla verksamheten, samt använda resurser så effektivt och rättssäkert som möjligt, för att i slutändan nå sina uppsatta mål. Det brukar innefatta en organisations policy, mål, processer/aktivitetsflöden med fastställda rutiner, mätkriterier och uppföljning.

## Modeller för verksamhetsutveckling
Ett sätt för organisationer att arbeta systematiskt med verksamhetsutveckling inom olika områden är att implementera ett ledningssystem. Det kan fungera som ett slags verktyg för organisationens ledning att säkerställa att verksamheten bedrivs enligt fastställda rutiner och som ett stöd för medarbetarna i deras dagliga arbete. Beroende på ledningssystemets inriktning beskriver det hur du ständigt förbättrar och justerar din verksamhet för att möta uppsatta mål för t.ex. kvalitet, miljö, informationssäkerhet eller arbetsmiljö. ISO 9001 är en global standard för ledningssystem och världens mest spridda modell för verksamhetsutveckling.